# American Association 1889
American Association 1889 var den ottende sæson i baseballligaen American Association. Ligaen havde deltagelse af otte hold, som hver skulle spille 140 kampe i perioden 17. april – 15. oktober 1889. I forhold til sæsonen før havde Columbus Solons erstattet Cleveland Forest Citys, som skiftede til National League efter 1888-sæsonen.
Mesterskabet blev vundet af Broolyn Bridegrooms, som vandt 93 og tabte 44 kampe, og som dermed sikrede sig sit første mesterskab i American Association. Efter sæsonen skiftede holdet til National League, hvor det blev mester allerede i sin første sæson.

## Resultater
| Plac. | Hold                   | Kampe | Vundne | Uafgj. | Tabte | Proc.  |
| ----- | ---------------------- | ----- | ------ | ------ | ----- | ------ |
| 1.    | Brooklyn Bridegrooms   | 140   | 93     | 3      | 44    | 67,9 % |
| 2.    | St. Louis Browns       | 141   | 90     | 6      | 45    | 66,7 % |
| 3.    | Philadelphia Athletics | 138   | 75     | 5      | 58    | 56,4 % |
| 4.    | Cincinnati Reds        | 141   | 76     | 2      | 63    | 54,7 % |
| 5.    | Baltimore Orioles      | 139   | 70     | 4      | 65    | 51,9 % |
| 6.    | Columbus Solons        | 140   | 60     | 2      | 78    | 43,5 % |
| 7.    | Kansas City Cowboys    | 139   | 55     | 2      | 82    | 40,1 % |
| 8.    | Louisville Colonels    | 140   | 27     | 2      | 111   | 19,6 % |